# NGC 5714
NGC 5714 este o galaxie spirală situată în constelația Boarul. A fost descoperită în 12 mai 1787 de către William Herschel. Se află la o distanță de 38,37 de megaparseci de Pământ.